# Resurrection (álbum de Chimaira)
Resurrection é o quarto álbum de estúdio da banda Chimaira, lançado em 6 de março de 2007.
O álbum saiu em 42º lugar no ranking da Billboard 200 e teve 16.000 cópias vendidas já na primeira semana. Ele foi lançado em duas versões: uma edição regular e outra especial, a última apresentando arte diferente e contendo um DVD documentando o processo de gravação do disco. Resurrection foi o primeiro álbum pela Ferret Music, após a saída da Roadrunner, e contou com a participação do baterista Andols Herrick que voltou ao grupo após dois anos afastado.

## Faixas
Todas as faixas escritas e compostas por Chimaira. 
1. "Resurrection" - 4:37
2. "Pleasure in Pain" - 3:04
3. "Worthless" - 3:44
4. "Six" - 9:44
5. "No Reason to Live" - 3:44
6. "Killing the Beast" - 3:47
7. "The Flame" - 5:23
8. "End It All" - 4:22
9. "Black Heart" - 4:34
10. "Needle" - 3:08
11. "Empire" - 5:39
12. "Kingdom of Heartache" (faixa bónus) -	4:11
13. "Paralyzed" (faixa bónus) - 3:06

## Créditos
- Mark Hunter – Vocalista, Teremim, Guitarra Base
- Rob Arnold – Guitarra Solo
- Matt DeVries – Guitarra Base
- Jim LaMarca – Baixo
- Andols Herrick – Bateria
- Chris Spicuzza – Programação Eletrônica, Teclado, Backing Vocal
- Jason Suecof – produtor
- Andy Sneap – produtor, Engenheiro de som, Mixagem
- Ted Jensen - masterização
- Dennis Sibeijn - Arte do álbum